# 향 그릇 봉사자

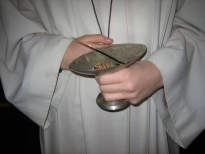
향 그릇 봉사자가 향 그릇을 들고 있다.

향 그릇 봉사자(香 그릇 奉仕者, 라틴어: navicularius)는 기독교의 전례에서 향 그릇을 담당하는 봉사자를 말한다.
향 그릇 봉사자의 임무는 향로 봉사자 곁에서 향 그릇을 드는 것이다.
향로 봉사자와 향 그릇 봉사자가 따로 있으면 각기 향로와 향 그릇을 들고 주교나 사제에게 다가간다.
만약 향 그릇 봉사자가 따로 있지 않으면 향로 봉사자가 향로와 향 그릇을 둘 다 운반하면서 왼손에는 불붙은 숯을 넣은 향로를 들고 오른손에는 향과 수저가 든 향 그릇을 들고 다가갈 수 있다. 보통은 사제의 미사집전을 돕는 복사가 이 역할을 수행한다. 각 본당의 사제나 전례방식에 따라 약간의 상이함은 존재하지만, 주로 대복사가 향로봉사자를, 소복사가 향 그릇 봉사자를 맡는다.

## 같이 보기
- 향
- 향로
- 향 그릇
- 향로 봉사자
- 분향